# Eloqüència

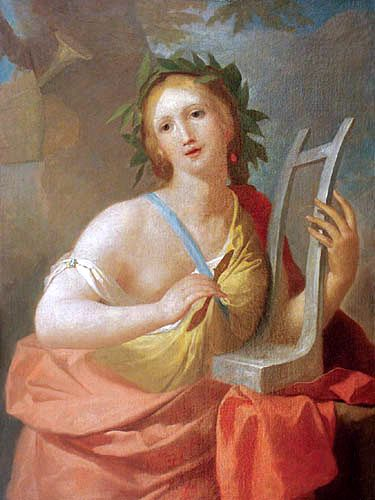
M. Bacciarelli: Cal·líope (Calliope).

L'eloqüència (del llatí eloquentia) és la capacitat d'expressar-se en públic de forma fluida, elegant i persuasiva. És una forma d'expressar emocions de tal forma que convenç o persuadeix a l'oient, mitjançant la llengua parlada o escrita, de forma atractiva i apropiada.
El concepte d'eloqüència va sorgir a l'antiga Grècia. A la mitologia grega, Cal·líope (una de les nou filles de Zeus i Mnemósine) era la musa de la poesia èpica i l'eloqüència. Així mateix, l'eloqüència era considerada la forma més elevada de la política pels antics grecs.
El terme "eloqüència" prové de l'arrel llatina loqu o loc que significa "parlar". Així, ser eloqüent vol dir tindre la capacitat de comprendre i ordenar l'idioma de tal forma que sigui utilitzat de forma agradable i amb gran poder de persuasió.

## Simbologia
L'eloqüència es representava de vegades amb la imatge d'una bella nimfa guarnida amb garlandes i coronada amb perles, sostenint un ceptre amb una mà i amb l'altra un llibre obert sobre el qual hi ha un rellotge de sorra. Altres vegades es representa amb una respectuosa matrona. La diadema que li cenyeix el front indica el seu domini sobre els esperits. El raig i les flors que alguns posen en una de les seves mans denoten la força de la raó i l'encant de la mateixa les quals utilitza amb el mateix èxit. El caduceu, símbol de la persuasió, jeu als seus peus. Una columna rostral dona la idea de la tribuna de les arengues on s'hi veuen escrits els noms de Demóstenes i de Ciceró. Algunes vegades va armada de cap a peus com Pal·las, i amb un dels seus braços arremangat fins al colze llança pedres, emblema d'una eloqüència austera i ràpida.
L'eloqüència poètica s'expressa amb el símbol d'Orfeu els sons harmoniosos del qual atreuen i encadenen als seus peus als animals més ferotges. Cada gènere de poesia té una eloqüència que li és pròpia.